# Marles-les-Mines
Marles-les-Mines är en kommun i departementet Pas-de-Calais i regionen Hauts-de-France i norra Frankrike. Kommunen ligger i kantonen Divion som tillhör arrondissementet Béthune. År 2022 hade Marles-les-Mines 5 437 invånare.

## Befolkningsutveckling
Antalet invånare i kommunen Marles-les-Mines
| Referens: INSEE |